# Фиёль (управление)
Фиёль (нем. Viöl) — управление (амт) в Германии, земля Шлезвиг-Гольштейн, район Северная Фрисландия. Администрация управления располагается в одноимённой коммуне Фиёль.

## Административное устройство
Управление Фиёль состоит из следующих коммун (данные на 31 декабря 2018 года):
- Аренфиёль (521 житель)
- Аренфиёльфельд (228 жителей)
- Берендорф (556 жителей)
- Бонделум (170 жителей)
- Вестер-Орштедт (1036 жителей)
- Золльвит (274 жителя)
- Имменштедт (633 жителя)
- Лёвенштедт (646 жителей)
- Норштедт (401 житель)
- Остер-Орштедт (605 жителей)
- Фиёль (2244 жителя)
- Хазелунд (857 жителей)
- Швезинг (950 жителей)

## Герб
Геральдика: «На серебряном щите сужающийся вверх синий волнистый столб, пересекающийся красным пролётом деревянного моста, состоящим из тринадцати досок. В верхних углах два равносторонних парящих красных креста.» 
Два креста символизируют два прихода, Швезинг и Фиёль, из которых образовалась территория управления. Они разделены рекой Арлау, которая представлена волнистым столбом. Своими досками мост представляет тринадцать коммун управления и подчёркивает возможность и готовность встречать жителей с другого берега.